# Trie-la-Ville
Trie-la-Ville – miejscowość i gmina we Francji, w regionie Hauts-de-France, w departamencie Oise.
Według danych na rok 1990 gminę zamieszkiwało 377 osób, a gęstość zaludnienia wynosiła 83 osoby/km² (wśród 2293 gmin Pikardii Trie-la-Ville plasuje się na 627. miejscu pod względem liczby ludności, natomiast pod względem powierzchni na miejscu 919.).